# ジョージ・トゥポウ5世
ジョージ・トゥポウ5世（George Tupou V、1948年5月4日 - 2012年3月18日）は、トンガ国王。本名はSiaosi Tāufaʻāhau Manumataongo Tukuʻaho Tupou V。なお、SiaosiはGeorgeのトンガ語における転訛であり、トンガ語に基づいて「シオアシ・トゥポウ5世」と表記されることもある。

## 人物
元国王タウファアハウ・トゥポウ4世とハラエバル・マタアホHalaevalu Mataʻaho王太后の長男で、1966年5月4日に王太子となった。
スイスの小学校、オークランドの中学校に通い、イングランドのオックスフォード大学、サンドハースト王立陸軍士官学校で学んだ。
王太子時代から、トンガの政治に大きな影響を持ち、1979年から1998年には外務大臣を務め、トンガや国外でかなりの財をなした。
2006年9月11日に王位を継承し、初代トゥイ・カノクポルTu'i Kanokupolu（ンガタNgata）から数えて23代目のトンガ国王に即位。王位に就いて最初の宣言は、法律に従い、事業を全て止めるというものだった。
2006年のトンガ動乱（2006 Nuku‘alofa riots）の影響で、戴冠式は2008年8月1日に、日本の皇太子徳仁親王など世界各国の皇族・王族や要人らを招いて行われた。
2012年3月18日、癌のため香港の病院で崩御。63歳没。トゥポウ5世には王位継承権のある王子女がなく、長弟のファタフェヒFatafehi ʻAlaivahamamaʻo Tukuʻaho王子は両親や兄に先立って2004年に薨去していたため、次弟の元首相ウルカララʻUlukālala Lavaka Ata王子（アホエイトゥʻAhoʻeitu ʻUnuakiʻotonga Tukuʻaho、1959年生まれ）がトゥポウトア・ラヴァカTupoutoʻa Lavaka王太弟として立てられ、王位を継承し、トゥポウ6世として即位した。
トゥポウ5世に結婚歴はなく、嫡出子はいないが、非嫡出子の娘がいる。しかしトンガの憲法により、この女子に王位継承権はない。